# Centi
Centi (symbool: c) is het SI-voorvoegsel dat gebruikt wordt om een factor 10−2, oftewel 1/100, aan te duiden.
Het wordt gebruikt sinds 1795; de naam is afgeleid van het Latijnse centum voor honderd.
NB: De voorvoegsels centi, deci, deca en hecto zijn onderdeel van het SI (Système international d'unités) hoewel het geen gehele machten van duizend (103n) zijn.
Soms wordt echter het woord centimiljardair gebruikt, waarbij met centi honderd/hecto wordt bedoeld.